# HIST1H1T
A Histona H1T é uma proteína que em humanos é codificada pelo gene HIST1H1T.
As histonas são proteínas nucleares básicas responsáveis pela estrutura dos nucleossomos da fibra cromossômica nos eucariotos. Duas moléculas de cada uma das quatro histonas nucleares (H2A, H2B, H3 e H4) formam um octâmero, em torno do qual aproximadamente 146 pb de DNA é envolvido em unidades repetidas, chamadas nucleossomos. A histona ligante, H1, interage com o DNA ligante entre nucleossomos e funciona na compactação da cromatina em estruturas de ordem superior. Este gene é  sem intrones e codifica um membro da família histona H1. Os transcritos desse gene não possuem caudas de poli A, mas contêm um elemento de terminação palindrômico. Esse gene é encontrado no grande agrupamento de genes de histonas no cromossomo 6.